# 지방도 제516호선
지방도 제516호선은 충청북도 진천군 초평면 용정리 초평삼거리 와 괴산군 불정면 목도리 목도삼거리를 잇는 충청북도의 지방도이다.
음성군 시가지를 관통하며 음성역 앞으로 지나가는 도로이기도 하다. 음성군 맹동면과 원남면 구간에서는 지방도 제533호선과 중첩되며, 소이면 구간에서는 국가지원지방도 제49호선과 중첩된다.

## 연혁
- 2003년 1월 3일 : 영구교(진천군 초평면 금곡리 ~ 영구리) 500m 구간 개통[1]
- 2003년 2월 14일 : 노선 폐지 및 재지정[2]
- 2008년 12월 26일 : 지방도 도로구역 지정[3]
- 2013년 6월 21일 : 괴산 ~ 신창간 도로 확포장공사로 인해 괴산군 불정면 앵천리 ~ 목도리 1.75km 구간 도로구역 변경[4]

## 주요 경유지
- 진천군
  - 초평면 초평삼거리 - 초평면사무소 - 금곡교 - 초평초등학교 - 영구교 - 영구리 - 신평교 - 신평삼거리 - 신통리 - 상통교 - 신통교

- 음성군
  - 맹동면 통동삼거리 - 통동재 (해발 230m)
  - 원남면 통동재 (해발 230m) - 삼용리 - 삼용삼거리 - 삼용교
  - 음성읍 삼생리 - 삼생삼거리 - 삼생2교 - 삼생교 - 덕생초등학교(폐교) - 초천리 - 신천 교차로 - 신천삼거리 - 신천사거리 - 음성종합운동장 - 종합운동장사거리 - 설성교 - 평촌사거리 - 평곡사거리 - 음성여자중학교 - 음성역 - 음성농공단지 - 석인리 - 석인교
  - 소이면 석인교 - 충도삼거리 - 금고리 - 금고삼거리 - 소이초등학교 - 중동교 - 중동리 - 한천교

- 괴산군
  - 불정면 앵천리 - 풍림삼거리 - 목도리 - 목도삼거리

## 중복 구간
- 음성군 맹동면 통동삼거리 ~ 원남면 삼용삼거리 : 지방도 제533호선과 중복
- 음성군 음성읍 평촌사거리 ~ 평곡사거리 : 국가지원지방도 제49호선과 중복
- 음성군 소이면 충도삼거리 ~ 금고삼거리 : 국가지원지방도 제49호선과 중복

## 도로명
- 진천군 초평면 초평삼거리 ~ 음성군 맹동면 통동삼거리 : 초동로
- 음성군 맹동면 통동삼거리 ~ 원남면 삼용삼거리 : 원중로
- 음성군 원남면 삼용삼거리 ~ 음성읍 신천삼거리 : 덕생로
- 음성군 음성읍 신천삼거리 ~ 신천사거리 동부 : 음성로
- 음성군 음성읍 신천사거리 동부 ~ 평촌사거리 : 설성로
- 음성군 음성읍 평촌사거리 ~ 평곡사거리 : 시장로
- 음성군 음성읍 평곡사거리 ~ 괴산군 불정면 목도삼거리 : 한불로